# SA-5 (Apollo)
SA-5 è stata una missione del programma Apollo della NASA.

## Obiettivi
In questa missione il razzo Saturn I avrebbe volato con i primi due stadi, l'S-I e l'S-IV. Il secondo stadio aveva 6 motori che bruciavano idrogeno liquido. Inoltre è stato ingrandito il serbatoio del primo stadio, per la prima volta il razzo sarebbe stato caricato con 340.000 kg di propellente ed avrebbe usato otto motori aggiornati in grado di produrre una spinta di 836.000 N ciascuno. Al primo stadio sono state aggiunte delle alette per migliorarne la stabilità durante il volo.
Il computer di bordo è stato posizionato sopra il secondo stadio dove sarebbe stato in seguito sul Saturn V. Questo avrebbe controllato l'ascesa del razzo nell'atmosfera compensando automaticamente l'effetto dei venti e le perdite di potenza dei motori.
Per la prima volta nel programma Apollo questa missione sarebbe stata un volo orbitale. Ciò è stato reso possibile dall'aggiornamento del primo stadio e dall'aggiunta del secondo. Il razzo sarebbe entrato in un'orbita ellittica e sarebbe rientrato al decadimento di questa.

## Lancio
Il primo tentativo di lancio era previsto per il 27 gennaio 1964. Durante il caricamento dell'ossigeno liquido tutto è andato bene fino a quando il 93% del carburante era stato caricato.  A questo punto il personale di terra è passato ad un sistema di riempimento veloce, ma si è verificato un problema quando l'ossigeno ha iniziato a fuoriuscire dal serbatoio a causa di un tappo su una flangia della tubazione di carico. Il problema non poteva essere risolto velocemente ed il lancio è stato quindi posticipato di due giorni.
Il secondo tentativo non ha avuto questi problemi ed il lancio è avvenuto correttamente. Durante il volo il razzo ha trasmesso a terra 1.183 misure mentre era seguito da sei telescopi e, nel primo chilometro, da 13 telecamere.
La separazione dei due stadi è stata seguita da otto telecamere che si sono staccate e sono state recuperate nell'Oceano Atlantico. Il sistema di separazione ha funzionato correttamente, i retrorazzi hanno staccato i due stadi ed il motore del secondo stadio si è acceso.
Dopo otto minuti il secondo stadio è entrato in orbita a 785 km di altezza. Con 16.965 kg era il più grande statellite in orbita a quel tempo. Tuttavia il raggiungimento dell'orbita non era un obiettivo della missione ma solamente un bonus, serviva solo a mostrare al pubblico statunitense che era stato colmato il gap missilistico con l'Unione delle Repubbliche Socialiste Sovietiche.